# Ceranisus russelli
Ceranisus russelli är en stekelart som först beskrevs av Crawford 1911.  Ceranisus russelli ingår i släktet Ceranisus och familjen finglanssteklar. Inga underarter finns listade.